# Saroniske Bugt
Saroniske Bugt eller Éginabugten (græsk: Σαρωνικός κόλπος, Saronikós Kólpos) er en bugt i det Ægæiske Hav, mellem østkysten af Peloponnes og Athen. Inderst i bugten danner Korinthkanalen en forbindelse til Korinthbugten og Ioniske Hav.
I den Saroniske Bugt ligger de Saroniske Øer, bl.a. Salamis, Égina og Poros. Udenfor bugten ligger øgruppen Kykladerne. Floden Kefissos udmunder i den Saroniske Bugt.